# ديفيد هارفي (لاعب اتحاد الرغبي)
ديفيد هارفي (بالإنجليزية: David Harvey)‏ هو لاعب اتحاد الرغبي أسترالي، ولد في 20 مايو 1982 في بريزبان في أستراليا.

## وصلات خارجية
- ديفيد هارفي عل موقع إسبنسكروم (الإنجليزية)
- ديفيد هارفي على موقع ItsRugby.co.uk (الإنجليزية)